# Solomon Michoels
Solomon Michoels, (ryska: Соломон Михайлович Михоэлс, Solomon Michaijlovitj Michoels, jiddisch: שלמה מיכאעלס) född den 16 mars (4 mars g.s.) 1890 i Dvinsk, död den 13 januari 1948 i Minsk, var en rysk-judisk skådespelare och regissör. Han var konstnärlig ledare och sedan även direktör för Statliga judiska teatern (GOSET) i Moskva. 
En av Michoels främsta rolltolkningar var titelrollen i Kung Lear. Teaterstyckena, som uppfördes på jiddisch, stödde skenbart Stalins regim, men en närmare granskning av dialogen uppvisar både kritik mot Stalin samt en hyllning av den judiska nationella identiteten. 
Under andra världskriget blev Michoels ordförande för Judiska antifascistiska kommittén och uppmanade judiska församlingar att stödja Sovjetunionen i dess kamp mot det nazistiska Tyskland. Efter kriget förbjöd dock Stalin kontakter mellan kommittén och judiska församlingar i icke-kommunistiska stater. Judiska teatern stängdes och kommitténs medlemmar greps.
I januari 1948 mördades Michoels på Stalins order och hans död kamouflerades som en trafikolycka. En av personerna bakom mordet var Pavel Sudoplatov.